# Supercoupe d'Espagne féminine de football 2019-2020
Navigation
Édition suivante
La Supercoupe d'Espagne féminine de football 2019-2020 est une compétition de football opposant les deux finalistes de la Coupe d'Espagne et les deux meilleures équipes du championnat 2018-2019 (Real Sociedad, Atlético de Madrid, FC Barcelone et Levante UD). Il s'agit de la 1re édition de ce trophée.
Tous les matchs se déroulent au Stade Helmántico à Salamanque.

## Format
En décembre 2019, la fédération espagnole de football annonce qu'une Supercoupe féminine serait créée. Le trophée se dispute dans un format à quatre équipes similaire à son homologue masculin.
Les équipes qualifiées sont les deux finalistes de la Coupe d'Espagne 2018-2019 et les deux équipes les mieux classées du championnat qui ne se seraient pas qualifiées à travers la Coupe d'Espagne. Un tirage au sort détermine les affrontements des demi-finales.
La première demi-finale se dispute le 5 février 2020, la deuxième, le 6 février et la finale le 9 février.
Le tirage au sort a lieu le 16 janvier 2020.

## Participants
Les quatre clubs qualifiés pour la Supercoupe sont :
| Club               | Qualifié en tant que                                                      |
| ------------------ | ------------------------------------------------------------------------- |
| Real Sociedad      | Vainqueur de la Coupe d'Espagne 2018-2019                                 |
| Atlético de Madrid | Champion d'Espagne 2018-2019 et finaliste de la Coupe d'Espagne 2018-2019 |
| FC Barcelone       | Vice-champion d'Espagne 2018-2019                                         |
| Levante UD         | 3e du Championnat d'Espagne 2018-2019                                     |

## Compétition
|  | Demi-finales          | Demi-finales          |               |   | Finale                | Finale                |
|  | Demi-finales          | Demi-finales          |               |   | Finale                | Finale                |
|  |                       |                       |               |   |                       |                       |
|  | 5 février, Salamanque | 5 février, Salamanque |               |   | 9 février, Salamanque | 9 février, Salamanque |
|  | 5 février, Salamanque | 5 février, Salamanque |               |   | 9 février, Salamanque | 9 février, Salamanque |
|  | Real Sociedad         | 1                     |               |   | 9 février, Salamanque | 9 février, Salamanque |
|  | Real Sociedad         | 1                     |               |   | 9 février, Salamanque | 9 février, Salamanque |
|  | Levante UD            | 0                     |               |   | 9 février, Salamanque | 9 février, Salamanque |
|  | Levante UD            | 0                     | Real Sociedad | 1 |                       |                       |
|  | 6 février, Salamanque |                       | Real Sociedad | 1 |                       |                       |
|  |                       | FC Barcelone          | 10            |   |                       |                       |
|  | Atlético de Madrid    | FC Barcelone          | 10            | 2 |                       |                       |
|  | Atlético de Madrid    |                       |               | 2 |                       |                       |
|  | FC Barcelone          | 3                     |               |   |                       |                       |
|  | FC Barcelone          | 3                     |               |   |                       |                       |

### Demi-finales
| Match 1                      | Real Sociedad | 1 - 0   | Levante UD | Stade Helmántico, Salamanque                                 |                                                              |
| 5 février 2020 20:00 (UTC+2) | Baños 17e     | (1 - 0) |            | Spectateurs : 3 244 Arbitrage : Ainara Andrea Acevedo Dudley | Spectateurs : 3 244 Arbitrage : Ainara Andrea Acevedo Dudley |
| 5 février 2020 20:00 (UTC+2) | Rapport       |         |            | Spectateurs : 3 244 Arbitrage : Ainara Andrea Acevedo Dudley | Spectateurs : 3 244 Arbitrage : Ainara Andrea Acevedo Dudley |

| Match 2                      | Atlético de Madrid     | 2 - 3   | FC Barcelone                             | Stade Helmántico, Salamanque                                   |                                                                |
| 6 février 2020 20:00 (UTC+2) | Duggan 4e · Corral 62e | (1 - 3) | 12e Guijarro · 28e Mertens · 43e Oshoala | Spectateurs : 7 077 Arbitrage : María Dolores Martínez Madrona | Spectateurs : 7 077 Arbitrage : María Dolores Martínez Madrona |
| 6 février 2020 20:00 (UTC+2) | Rapport                |         |                                          | Spectateurs : 7 077 Arbitrage : María Dolores Martínez Madrona | Spectateurs : 7 077 Arbitrage : María Dolores Martínez Madrona |

### Finale
| Match 3                      | Real Sociedad | 1 - 10  | FC Barcelone                                                                           | Stade Helmántico, Salamanque                        |                                                     |
| 9 février 2020 12:00 (UTC+2) | Manu 63e      | (0 - 6) | 5e 33e 56e 78e Torrejón · 7e 44e Putellas · 35e 51e Oshoala · 37e Hansen · 75e Andújar | Spectateurs : 9 217 Arbitrage : Marta Huerta de Aza | Spectateurs : 9 217 Arbitrage : Marta Huerta de Aza |
| 9 février 2020 12:00 (UTC+2) | Rapport       |         |                                                                                        | Spectateurs : 9 217 Arbitrage : Marta Huerta de Aza | Spectateurs : 9 217 Arbitrage : Marta Huerta de Aza |

| Real Sociedad | FC Barcelone |

| G                | 1  | María Asunción Quiñones |     |     |
| D                | 18 | Lucía Rodríguez         | 80e |     |
| D                | 19 | Núria Mendoza           |     |     |
| D                | 6  | Ane Etxezarreta         |     |     |
| D                | 2  | Iraia Iparragirre       |     |     |
| M                | 11 | Marta Cardona           |     |     |
| M                | 8  | Itxaso Uriarte          |     | 46e |
| M                | 3  | Ana Tejada              |     |     |
| M                | 14 | Leire Baños             |     | 64e |
| A                | 17 | Bárbara Latorre         |     | 22e |
| A                | 7  | Nahikari García         |     | 60e |
| Remplaçants :    |    |                         |     |     |
| G                | 26 | Adriana Nanclares       |     |     |
| D                | 5  | Maddi Torre             |     | 46e |
| D                | 15 | Clau Blanco             |     |     |
| M                | 4  | Sara Olaizola           |     | 64e |
| M                | 10 | Nerea Eizaguirre        |     | 22e |
| A                | 12 | Manu Lareo              |     | 60e |
| A                | 24 | Cecilia Marcos          |     |     |
| Entraîneur :     |    |                         |     |     |
| Gonzalo Arconada |    |                         |     |     |

| G             | 1  | Sandra Paños           |     |
| D             | 15 | Leila Ouahabi          | 26e |
| D             | 4  | Mapi León              |     |
| D             | 17 | Andrea Pereira         |     |
| D             | 8  | Marta Torrejón         |     |
| M             | 12 | Patri Guijarro         | 56e |
| M             | 11 | Alexia Putellas        |     |
| M             | 9  | Mariona Caldentey      | 56e |
| M             | 16 | Caroline Graham Hansen | 56e |
| A             | 22 | Lieke Martens          |     |
| A             | 20 | Asisat Oshoala         |     |
| Remplaçants : |    |                        |     |
| G             | 13 | Pamela Tajonar         |     |
| D             | 3  | Stefanie van der Gragt |     |
| D             | 18 | Ana-Maria Crnogorčević | 26e |
| M             | 6  | Vicky Losada           | 56e |
| M             | 14 | Aitana Bonmatí         | 56e |
| A             | 7  | Jennifer Hermoso       |     |
| A             | 19 | Candela Andújar        | 56e |
| Entraîneur :  |    |                        |     |
| Lluís Cortés  |    |                        |     |